# ستيفان بيتروفيتش
ستيفان بيتروفيتش (24 يناير 1985 بكراغوييفاتس في صربيا - ) هو لاعب كرة قدم صربي في مركز الوسط. لعب مع سبارتاك سوبتيتسا ونادي ياغودينا ورادنيتشكي 1923 ‏ وFK Jedinstvo Užice ‏ وFK Sloga Petrovac na Mlavi ‏.

## وصلات خارجية
- ستيفان بيتروفيتش على موقع قاعدة بيانات كرة القدم.إي يو (الإنجليزية)
- ستيفان بيتروفيتش على موقع Soccerway.com (الإنجليزية)